# Coelestin II. Steiglehner

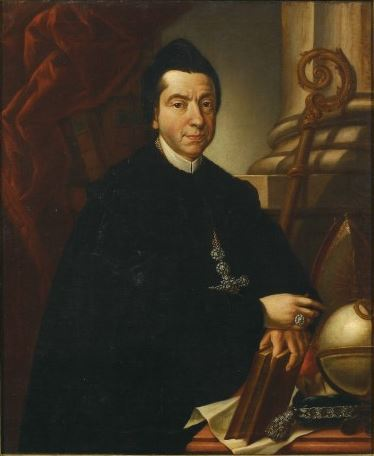
Abt Cölestin Steiglehner

Coelestin II. Steiglehner OSB (* 17. August 1738 in Sündersbühl bei Nürnberg als Georg Christoph Ferdinand; † 21. Februar 1819 in Regensburg) war letzter Fürstabt von St. Emmeram in Regensburg von 1791 bis 1802.

## Leben
Der als Naturwissenschaftler und Komponist tätige Benediktinermönch war von 1781 bis 1791 Professor für Physik, Astronomie und Mathematik an der Universität Ingolstadt. Am 1. Dezember 1791 wurde er zum Fürstabt von St. Emmeram gewählt. Trotz der politisch unruhigen Lage förderte der Abt erfolgreich Schulwesen und Wissenschaft, so führte er eine grundlegende Reform der Elementarschule durch. Die von seinem Vorgänger Forster eingerichtete Sternwarte nutzte er ausgiebig. Im Dezember 1802 wurde die Fürstabtei an den Reichserzkanzler Karl Theodor von Dalberg abgetreten. 1809 erfolgte die Zerstörung des Klosters und er verlor sogar seine Wohnung. Durch Veräußerung seiner Numismatik- und Antikensammlungen konnte er im Deutschen Haus eine neue Bleibe finden. 1810 erfolgte die Abtretung des Stifts an Bayern und die Aufhebung der Abtei, die sich bis zum Jahr 1813 hinzog. Das Kloster selbst kam in den Besitz der Familie Thurn und Taxis. 
1790 wurde Steiglehner zum ordentlichen Mitglied der physikalischen Klasse der Bayerischen Akademie der Wissenschaften ernannt; auch die Akademie der Wissenschaften in Mannheim nahm ihn auf.